# لاري ألين
لاري ألين (بالإنجليزية: Larry Allen)‏ (و. 1971  م) هو لاعب كرة قدم أمريكية، من الولايات المتحدة، ولد في لوس أنجلس، يلعب كحارس ‏.

## التعليم
تعلم في Vintage High School ‏.

## جوائز
حصل على جوائز منها:
- قاعة مشاهير محترفي كرة القدم.

## روابط خارجية
- لاري ألين على موقع مرجع كرة القدم المحترفة.كوم (الإنجليزية)